# Deportivo Tepic
Deportivo Tepic, auch bekannt unter seinem Spitznamen Coras (nach einer im Osten des Bundesstaates Nayarit lebenden Volksgruppe), ist ein mexikanischer Fußballverein aus Tepic, der Hauptstadt des Bundesstaates Nayarit.

## Geschichte
Der Verein wurde 1959 gegründet, um einen Startplatz in der Segunda División zu erhalten, die damals noch die zweithöchste Spielklasse im mexikanischen Vereinsfußball war. Als Trainer in der ersten Saison 1959/60 fungierte Jesús „Chita“ Aldrete, der ursprünglich aus dem Nachwuchs des CD Imperio hervorgegangen ist und 1951 mit Atlas de Guadalajara die mexikanische Meisterschaft gewann.
Deportivo Tepic erwies sich schon bald als feste Größe der zweiten mexikanischen Fußball-Liga, in der die Mannschaft in 13 aufeinander folgenden Spielzeiten bis einschließlich zur Saison 1971/72 vertreten war. Vermutlich aufgrund von finanziellen Problemen spielte die Mannschaft ab der Saison 1972/73 unter dem Namen der Universidad de Nayarit in der zweiten Liga.
Nachdem 1975 der zum Gouverneur des Bundesstaates Nayarit gewählte damalige Oberst und spätere General Rogello Flores Curiel zu Beginn seiner Amtszeit Flutlichtmasten für das Estadio Municipal errichten lassen hatte und das halbstaatliche Unternehmen Tabamex als Sponsor für die Mannschaft gewonnen hatte, trat diese ab der Saison 1976/77 unter der Bezeichnung Coras de Deportivo Tepic in Erscheinung, wodurch Deportivo Tepic praktisch reaktiviert worden war. Fünf Jahre später klopfte sie ans Tor zur ersten Liga, als sie die Finalspiele um den Aufstieg erreichte, scheiterte aber gegen den CF Oaxtepec. Bis zur Einführung der Primera División 'A' ab der Saison 1994/95 war die Segunda División auch rein rechnerisch eine zweite Liga und bis dahin blieb Tepic in ihr vertreten, womit die Coras eine der beständigsten Kräfte der damaligen zweiten Liga waren.
Weil die Coras ausgerechnet zum Saisonende 1993/94 in die Tercera División abgestiegen waren, aber schnell die Möglichkeiten erkannten, die sich aus der Einführung der Primera División 'A' ergaben, erwies sich die neue zweite Liga schon bald als ein vermeintlicher Glücksfall des Vereins. Denn ihr Mäzen Ernesto Jiménez Haro erwarb die Lizenz zur Teilnahme an dieser Liga und investierte in neue Spieler. So begann die dritte Phase des Vereins. Doch die Ausgaben für die Saison 1994/95 waren wesentlich höher als die Einnahmen, so dass der Verein sich schon bald gezwungen sah, sich von den teuren Spielern zu trennen. Mit einer entsprechend verschlankten und nur aus Amateurspielern der Region zusammengestellten Mannschaft konnte man in der Liga jedoch nicht mehr mithalten und stieg zum Saisonende 1995/96 in die drittklassige Segunda División ab. Damit war das Zweitligaabenteuer des Vereins für immer beendet.
Ein letzter Versuch, den Verein wieder auf die Beine zu stellen und in höhere Regionen zu führen, wurde 1999 vom Präsidenten der Grupo Empresarial Alica gestartet. Die Finanzspritzen schienen sich bald auszuzahlen, denn die Coras gewannen das Torneo Apertura 2002 und schafften schließlich auch die vermeintliche Rückkehr in die Primera División 'A'. Doch eine vom Mexikanischen Fußballverband kurzfristig beschlossene Regeländerung zwang sie am Ende der Saison 2002/03 zu einer zusätzlichen Relegationsrunde gegen den Club Tapachula, der als Tabellenletzter eigentlicher Absteiger aus der zweiten Liga gewesen wäre. Nach einem 3:2-Sieg im Hinspiel und einer zwischenzeitlichen 1:0-Führung im Rückspiel unterlagen die Coras in Tapachula letztendlich mit 1:4 und blieben drittklassig. Daraufhin übertrug die Grupo Empresarial Alica die Eigentumsrechte am Verein zurück an den Bundesstaat.
Am Saisonende 2004/05 zog der Verein sich aufgrund von finanziellen Problemen und mangelnder Unterstützung durch Zuschauer und Politik in die viertklassige Tercera División zurück. Für die Zweitliga-Saison 2014/15 startete ein neuer Versuch, den Verein in den Profifußball zurückzuführen.